# Cerovo (Bijelo Polje)
Pour les articles homonymes, voir Cerovo.
Cerovo (en serbe cyrillique: Церово) est un village du nord-est du Monténégro, dans la municipalité de Bijelo Polje.

## Démographie

### Évolution historique de la population
| 1948 | 1953 | 1961 | 1971 | 1981 | 1991 | 2003 |
| ---- | ---- | ---- | ---- | ---- | ---- | ---- |
| 274  | 281  | 280  | 329  | 287  | 306  | 261  |